# ریادر
رِیادر (به انگلیسی: Rhayader، تلفظ: ‎/ˈreɪ.ədər/‎) یک شهر بازاری در ولز است که در پویس واقع شده‌است. ریادر ۲٬۰۸۸ نفر جمعیت دارد.

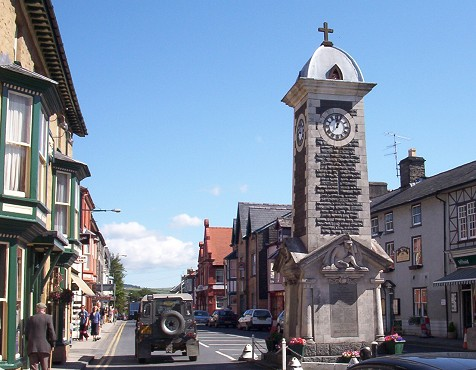
Rhayader clock